# Gerlef Meins
Gerlef Meins (* 30. Juni 1970, laut aufgeführter Einzelnachweise) ist ein deutscher Schachspieler.

## Leben
Auf niedersächsischer Landesebene wurde er 1985 in Uelsen C-Jugendmeister, 1987 in Hannover B-Jugendmeister und 1990 ebenfalls in Hannover A-Jugendmeister. 1991 wurde er in Bad Lauterberg Niedersächsischer Landesmeister. Im Jahr 2000 gewann er das Open in Baunatal. 2002 wurde er in Apolda Deutscher Meister im Schnellschach nach Stichkampf gegen die punktgleichen Thorsten Michael Haub und Thies Heinemann. Bis 2006 war er sechsmaliger Bremer Einzelmeister. Im Februar 2007 gewann er den Nordwest-Cup in Bad Zwischenahn, im Mai 2008 das Großenbaumer Pfingstopen in Duisburg vor Felix Levin.
In seiner Jugend spielte Meins für den SK Brake (heute eingegliedert in den SV Brake). Inzwischen spielt er in der deutschen Schachbundesliga und der 2. Bundesliga Nord für den SV Werder Bremen, mit dem er 1994 seinen ersten Erstligaeinsatz hatte, in der Saison 2004/05 deutscher Mannschaftsmeister wurde und fünfmal am European Club Cup teilnahm.
Seit 1997 trägt der Diplom-Mathematiker den Titel Internationaler Meister.